# Словацька Республіка (1990—1992)
Словацька Республіка (словац. Slovenská republika) або Словаччина (словац. Slovensko) — держава, що утворилася у 1990 році після падіння соціалізму у Чехословачині. Разом зі Чехією формувала Чеську і Словацьку Федеративну Республіку.
Попередниця держави, соціалістична республіка, існувала з 1 січня 1969 року, коли набув чинності Конституційний закон про Чехословацьку федерацію (№  143/1968 Sb.), за яким унітарна держава була перетворена на федерацію двох рівноправних республік — Чеської та Словацької Соціалістичних Республік.
17 липня 1992 року Народна рада Словаччини прийняла декларацію про незалежність Словацької республіки. Остаточною ж датою розпаду Чехословаччини вважають 1 січня 1993 року, коли країна мирним шляхом розпалась на Чехію та Словаччину. Сталось так зване оксамитове розлучення (за аналогією з оксамитовою революцією).